# Office of the National Cyber Director
Das Office of the National Cyber Director ist ein Teil des Executive Office of the President of the United States. Die Abteilung wurde 2021 während der Biden-Administration begründet, um den Präsidenten in Fragen der Informationssicherheit zu beraten.
Das Ressort wurde im Rahmen des National Defense Authorization Act for Fiscal Year 2021 (William M. (Mac) Thornberry National Defense Authorization Act for Fiscal Year 2021) beschlossen, einem Haushaltsgesetz, welches den Haushaltsplan des US Department of Defense bestimmt. Als erster Direktor wurde am 12. Juli 2021 John C. Inglis eingesetzt. Am 16. Februar 2023 wurde er von Kemba Walden abgelöst. Am 17. November 2023 übernahm Drenan Dudley das Amt, das kurz darauf am 15. Dezember von Harry Coker übernommen wurde.
Für die nachfolgende Trump-Administration wurde das Mitglied des Republican National Committee und des Millennium Challenge Account Sean Cairncross am 11. Februar 2025 für das Amt vorgeschlagen. Am 2. August 2025 wurde er vom Senat bestätigt.

## Direktoren
| # | Porträt | Name            | Amtszeit                              | Präsident |
| - | ------- | --------------- | ------------------------------------- | --------- |
| 1 |         | John C. Inglis  | 12. Juli 2021 – 15. Februar 2023      | Joe Biden |
| 2 |         | Kemba Walden    | 16. Februar 2023 – 17. November 2023  | Joe Biden |
| 3 |         | Drenan Dudley   | 17. November 2023 – 15. Dezember 2023 | Joe Biden |
| 4 |         | Harry Coker     | 15. Dezember 2023 – 20. Januar 2025   | Joe Biden |
|   |         | vakant          | 21. Januar 2025 – 1. August 2025      |           |
| 5 |         | Sean Cairncross | 2. August 2025 –                      |           |

## Weblink
- Office of the National Cyber Director Announces Senior Leadership – Pressemitteilung vom 10. Mai 2022